# Bodo von Trott zu Solz (Verwaltungsjurist)
Bodo von Trott zu Solz (* 7. Oktober 1879 in Heilbronn; † 23. Mai 1934 in Kassel) war ein deutscher Verwaltungsjurist.

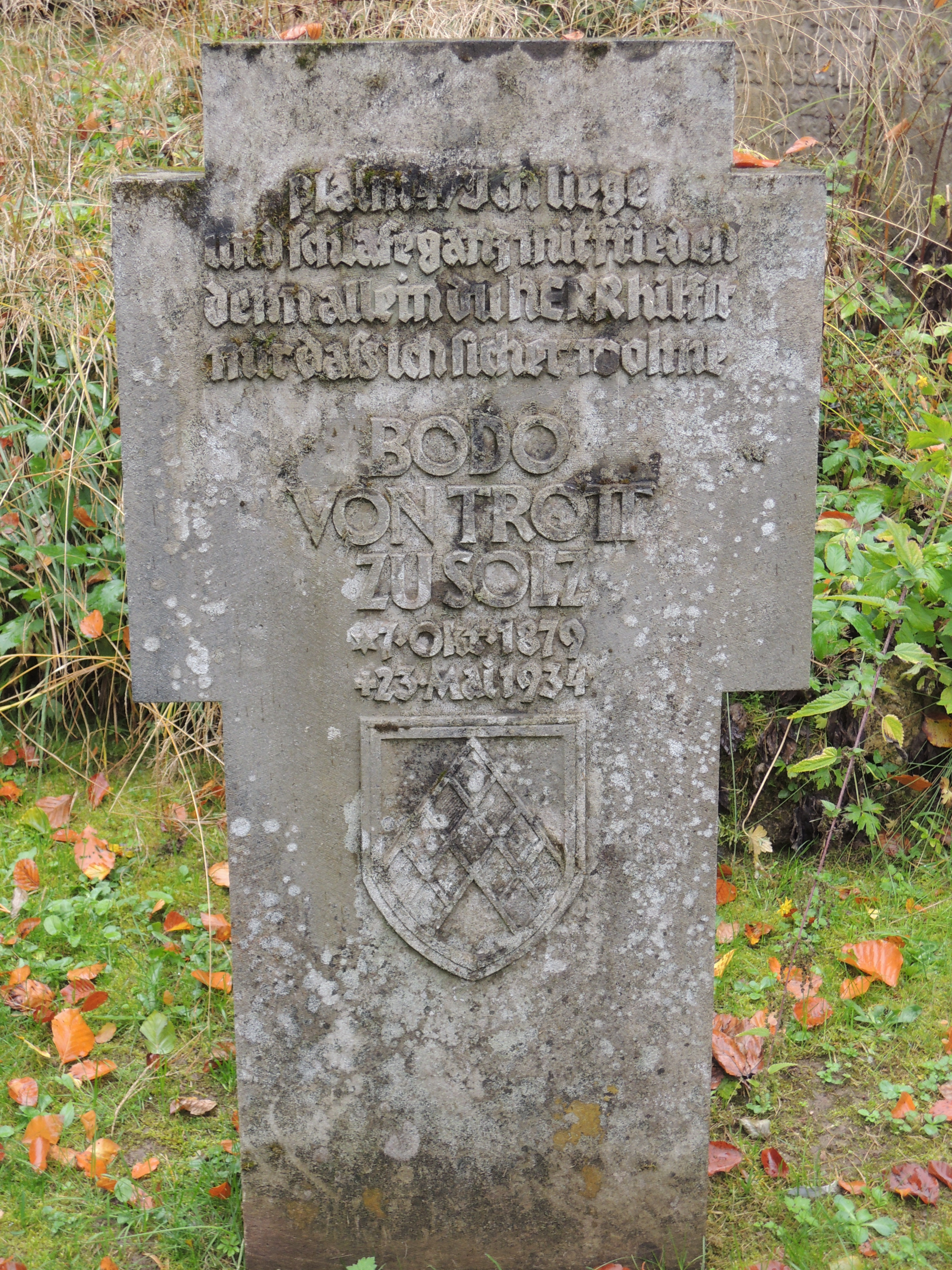
Grabstein Bodo von Trott zu Solz auf dem Trottenfriedhof bei Imshausen

## Leben
Bodo von Trott zu Solz war ein Sohn des Heilbronner Papierfabrikanten und Rittergutsbesitzers auf Imshausen bei Bebra Moritz von Trott zu Solz (1848–1913). Seine Mutter war dessen Ehefrau Johanna Otto (1858–1934), Tochter des Rechtsgelehrten Adolf Otto. Zu seinen vier Geschwistern gehörte Ernestine von Trott zu Solz. Der Widerstandskämpfer Adam von Trott zu Solz war ein Cousin zweiten Grades.
Bodo von Trott zu Solz studierte Rechtswissenschaften in Heidelberg, Berlin und Marburg, legte 1902 in Kassel das Referendarexamen ab und wurde dort Regierungsreferendar. Während seines Studiums in Heidelberg wurde Trott zu Solz Mitglied des Corps Vandalia.
Nach dem Assessorexamen ab 1908 zunächst Regierungsassessor in Zielenzig, wurde er 1910 Hilfsarbeiter im Kultusministerium in Berlin. 1914 bis 1916 nahm er als Hauptmann der Reserve des 2. Garde Feldartillerie-Regiments am Ersten Weltkrieg teil und war ab 1915 in der Zivilverwaltung in Lüttich und Gent eingesetzt. 1916 wurde er Landrat des Kreises Schlüchtern, 1927 Regierungsrat und 1932 Oberregierungsrat in Kassel.

## Familie
Bodo heiratete am 14. Januar 1915 in Köln seine erste Frau Anna Freiin von Berlepsch (1883–1918) und am 12. April 1921 seine zweite Frau Marie Karoline (Marline) Riedesel Freiin zu Eisenbach (1886–1968).
Kinder aus der ersten Ehe:
- Erich (1917–1990)

⚭ 1954 Marianne Schwertzell von zu Willingshausen (1930–1970)
⚭ 1982 Barbara von Schuckmann (1925–1985)
- Bodo (1918–1941), gefallen

Kinder aus der zweiten Ehe:
- Hermann (1922–1941), gefallen
- Christoph (1923–1943), bei Stalingrad vermisst
- Annegret (1925–2020) Riedesel Freiin zu Eisenbach (adoptiert) ⚭ 1952 Friedrich Carl von und zu Gilsa (1926–2004)